# Geografický ústav (Paříž)
Geografický ústav (francouzsky Institut de géographie) je vědecká instituce v Paříži. Sídlí na adrese 191, Rue Saint-Jacques v 5. obvodu v kampusu Curie, který sdružuje další vědecké instituce. Institut spravuje Univerzita Paříž 1 Panthéon-Sorbonne.

## Historie
Ústav založila Marie-Louise Arconati-Visconti a jeho sídlo v letech 1914–1926 postavil architekt Henri-Paul Nénot, který budovu spojil se sousedním oceánografickým ústavem (který také projektoval) symbolicky dvojitým obloukem (Země a Oceán).
Budova byla postavena na místě kaple bývalého kláštera vizitantek zbořeného v roce 1908, který se rozkládal na předměstí Saint-Jacques.
Působili zde geografové Paul Vidal de la Blache nebo Emmanuel de Martonne.
Od svého založení byl geografický ústav součástí Pařížské univerzity. Po květnu 1968 a rozdělení univerzity byl přidělen univerzitě Paříž 1 Panthéon-Sorbonne, ovšem k výuce sloužil i univerzitám Sorbonne a  Paříž VII.

## Budova
Budova má suterén a čtyři patra. V přízemí se nachází vstupní hala, odkud se vstupuje do tří poslucháren. V hale pokrývá jednu stěnu mapa světa. Největší posluchárna s kapacitou asi 250 míst, se nazývá Emmanuel de Martonne na geografovu počest. Ostatní dvě posluchárny jsou menší a pojmou asi sto lidí. Patra jsou specializovaná: v prvním a druhém se nachází geografická knihovna, která byla renovovaná v roce 1999. Francouzská referenční knihovna pro geografii (CADIST), shromažďuje sbírku více než 100 000 dokumentů (knihy, diplomové práce, časopisy) a bohatou mapovou knihovnu více než 100 000 listy. Horní dvě podlaží tvoří učebny a kanceláře uspořádané do čtverce kolem centrálního atria. Ve třetím a čtvrtém patře jsou umístěny pracovny geografů z univerzit Sorbonne, Paříž I a Paříž VII.